# Барири
Барири (порт. Bariri)  —  муниципалитет в Бразилии, входит в штат Сан-Паулу. Составная часть мезорегиона Бауру. Входит в экономико-статистический микрорегион Жау. Население составляет 30 945 человек на 2006 год. Занимает площадь 444,405 км². Плотность населения — 70,2 чел./км².
Праздник города — 16 июня.

## История
Город основан в 1890 году.

## Статистика
- Валовой внутренний продукт на 2003 составляет 341.362.644,00 реалов (данные: Бразильский институт географии и статистики).
- Валовой внутренний продукт на душу населения на 2003 составляет 11.494,85 реалов (данные: Бразильский институт географии и статистики).
- Индекс развития человеческого потенциала на 2000 составляет 0,802 (данные: Программа развития ООН).

## География
Климат местности: тропический. В соответствии с классификацией Кёппена, климат относится к категории Aw.